# Yuki Takahashi

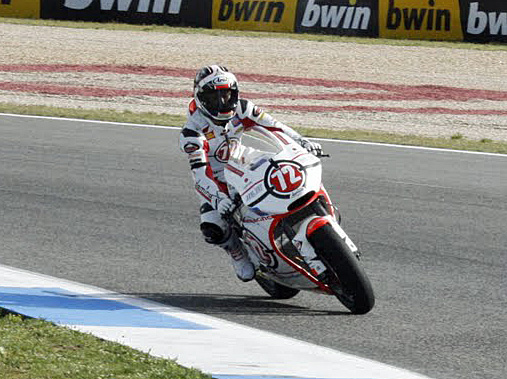
Yuki Takahashi op het Autódromo do Estoril in 2011.

Yuki Takahashi (Japans: 高橋 裕紀, Takahashi Yūki) (Saitama, 12 juli 1984) is een Japans motorcoureur.
Takahashi maakte in 2001 zijn debuut in de 125cc-klasse van het wereldkampioenschap wegrace tijdens zijn thuisrace in de Grand Prix van de Pacific op een Honda. In 2002 behaalde hij tijdens deze race in de 250cc-klasse zijn eerste podiumplaats met opnieuw een wildcard. In 2003 en 2004 reed hij nog drie wildcardraces tijdens de Grands Prix van de Pacific en Japan, en behaalde in 2003 nog een podiumplaats. In 2005 maakte hij zijn fulltime debuut in de 250cc, maar wist het succes van zijn wildcardraces niet te evenaren. In 2006 won hij in Frankrijk zijn eerste race en voegde hier in Duitsland een tweede overwinning aan toe, waardoor hij zesde werd in het kampioenschap. Pas in 2008 stond hij weer op het podium in Spanje, en met andere podiumplaatsen in San Marino en Valencia werd hij vijfde in het kampioenschap, zijn beste positie ooit. In 2009 stapte hij over naar de MotoGP-klasse, maar hij werd na zeven races vervangen door Gábor Talmácsi. In 2010 keerde hij terug in de Moto2-klasse, de vervanger van de 250cc, op een Tech 3. Hij won de race in Catalonië en stond ook in Tsjechië op het podium. In 2011 stapte hij over naar een Moriwaki en stond in Portugal en Frankrijk op het podium. In 2012 stapte hij over naar een Suter, maar nadat hij na zes races geen punten had gescoord, stapte hij over naar een FTR. Hierbij scoorde hij in de laatste vier races vijf punten. In 2013 keerde hij terug naar een Moriwaki, maar werd na elf races vervangen door Azlan Shah en keerde hierna enkel tijdens zijn thuisrace in 2014 terug met een wildcard.